# Pilea chamaesyce
Pilea chamaesyce är en nässelväxtart som beskrevs av Ignatz Urban och Ekman. Pilea chamaesyce ingår i släktet pileor, och familjen nässelväxter. Inga underarter finns listade i Catalogue of Life.